# 獏良了
獏良 了（ばくら りょう、Ryo Bakura）は、高橋和希による漫画『遊☆戯☆王』およびそれを原作とする派生作品に登場する架空の人物。英語版での名前はBakura。

## プロフィール
獏良了（表人格）としてのプロフィールを記載する。
- 生年月日：9月2日（高校1年生→高校2年生→高校3年生）[1]
- 星座：乙女座[1]
- 身長：176cm[1]
- 体重：52kg[1]
- 血液型：AB型[1]
- 好きな食べ物：シュークリーム[1]
- 嫌いな食べ物：生ガキ[1]
- 血縁者：父（考古学者[2]/童実野美術館オーナー[3]）、妹（天音）[1][4]
- 初出：学園編

## 概要

### 獏良了
千年アイテムの一つ「千年リング」の所持者。「童実野美術館」のオーナーでもある考古学者の父からエジプトの土産に千年リングを貰い、所持者となる。一人称は「ボク」。
童実野高校への転校生として初登場。最初は学校に馴染めずにいたが、遊戯達と出会い、彼らの仲間入りを果たす。美少年で性格も物静かで穏やかだが毒舌家な面もある。手先が器用でモンスターワールド編に登場したジオラマや記憶戦争を再現したジオラマは全て獏良が作ったもの。「天音（あまね）」という妹がいるが、既に亡くなっており、獏良が彼女に寄せて手紙を書いている。制服は以前の学校のものを着用し続けている。
千年リングの影響で獏良と親しくなった者達は次々と意識不明の昏睡状態に陥り、獏良が学校に馴染めない最大の原因となっていた。その後、遊戯の千年パズルを知った闇人格に意識を乗っ取られ、遊戯たちと冒険盤ゲーム「モンスターワールド」をプレイ。闇のゲームを展開させ命懸けの勝負を闇遊戯に挑む。このモンスターワールドには後述の「大邪神ゾーク・ネクロファデス」を元にバクラが生み出したとされる「闇の支配者ゾーク」がラスボスとして登場している。王国編では千年リングへの恐れは克服していたが、バクラに再び乗っ取られるようにもなってしまう。記憶編においてバクラが消滅したことで千年リングの呪縛から解放され、戦いの儀では遊戯と闇遊戯の最終デュエルを見届けた。
アニメ第1作では転校生として登場する以前に街中で遊戯やミホと出会っており、DEATH-T編開始直前に転校してきた。DEATH-Tにおいては、遊戯たちと行動を共にしなかったが城之内とミホを本田と双六の許に導く。
アニメ第2作では第1話から登場しており、第16話の新規回想内において、原作同様に転校生であることが明らかになったが、制服は童実野高校のものを着用。遊戯たちとは友人だが行動を共にしていない。それゆえ、王国編では遊戯たちとは別にペガサス島を訪れた。闇遊戯とバクラのデュエルで闇遊戯を助けた後は、遊戯たちと行動を共にするようになり、決勝トーナメント前夜には杏子と本田と共にペガサスの秘密を暴こうとペガサス城内を捜索した。バトルシティ編以降は大食漢という意外な一面も見せるようになり、バトルシティ編では闇マリク消滅により現実世界に帰還した直後にバトルシップ内で人知れず大食しており、戦いの儀に赴く前にも大食していた（どちらもバクラに支配されていない状態だった）。原作では杏子の事は名前で呼んだ事がないが「杏子ちゃん」と呼んでいる（原作でのみ闇バクラがTRPGで「杏子くん」と呼んでいたが）。
劇場版『遊☆戯☆王 THE DARK SIDE OF DIMENSIONS』では、日常生活において多数の女子生徒から慕われており、平穏な日々を取り戻している。劇中に登場する藍神（あいがみ）に、千年リングのことを問い詰められ、バクラを引き出そうとしていたがバクラは既に消滅しているため、邪悪な意思を藍神が感じ取ることはなかった。バクラに体を乗っ取られていたとはいえ藍神の大切な人を傷つけたことの罪悪感から獏良は何度も涙を流しながら謝罪したため、藍神は激しく動揺していた。また、原作の続編であるが制服は童実野高校のものを着用。

### バクラ
千年リングに宿り、獏良了の身体を乗っ取って現れる邪悪な意思。コンピュータゲーム等では闇獏良や闇バクラと表記される。バクラが身体を使っているときは、宿主である獏良にはその記憶がない。一人称は「オレ」や「オレ様」だが、初登場時のTRPG編では表人格を装い序盤の内は「ボク」と言っていた（モノローグでは最初から「オレ」）。
性格は冷酷非道かつ残虐。目的のためには手段を選ばず、敵対する者に力を貸すこともある。七つの千年アイテムを手中に収め、闇との契約により力を得ようと目論んでいる。獏良のことは「宿主」とも呼んでいる。
初登場のTRPG編では獏良の意識を奪い、彼の友人たちの魂をTRPG「モンスターワールド」の人形に移し替えて、意識不明の昏睡状態に陥れていた。遊戯たちの魂もゲームの最中、人形に移し替えた上で「洗脳ダイス」によるクリティカル連発で遊戯達を死なせようとしたが、プレイヤーを引き継いだ闇遊戯のクリティカル連発とゲームキャラクターにされた遊戯たちの連携、獏良の抵抗により最終的に自身のダイスが破壊されて敗北した。
決闘者の王国編では当初は千年リングの中でおとなしくしていたが、キース一行の策略で遊戯たちが洞窟に閉じ込められた際、「遊戯たちを脱出させるために手を貸す」と約束して、獏良に千年リングを身に着けさせることで、再び獏良の身体を得る。ペガサス・J・クロフォードが遊戯に敗れた後、ペガサスが1人になったところを襲撃して暗殺、千年眼（ミレニアム・アイ）を強奪し、冥土の土産としてレプリカの千年眼を残し、その場を後にする。
DDD編ではD.D.D.で遊戯を負かして、千年パズルを手に入れようとする御伽親子に対し、「遊戯にはまだ千年パズルの所有者でなければ困る」という理由から遊戯に助け船を出し、結果的に遊戯の勝利に貢献する。そして、千年パズルが砕かれたことを機に「パラサイトマインド」を使用。千年パズル内の「真実の扉」探しを始めるようになる。
バトルシティ編からはデュエリストとしても活動。死霊モンスター、特殊な魔法・罠主軸のデッキを使い、相手の行動を制限したコンボを展開する。当初はバトルシティには参加していなかったがマリク・イシュタールと結託したことから、参加者からデュエルディスクとパズルカードを強奪し、飛び入り参加した。バトルシティ決勝トーナメントでは闇遊戯とTRPG以来となるゲーム勝負を展開。ダーク・ネクロフィアによるオカルトコンボで闇遊戯を追い詰めるが、「オシリスの天空竜」を召喚され形勢逆転。その際にマリクは闇遊戯を封じるために獏良の命を盾にするが、それを気に入らない勝ち方だと感じたバクラはマリクの策を妨害し、自身の敗北を認めて獏良の命を救った。医務室で休むも準々決勝終了後、マリクから「リシドの命を狙う闇マリクを倒してくれれば、碑文を教える」という条件を飲み、闇マリクとのデュエルを行い、「ラーの翼神竜」の対策をするが「１ターンキル」コンボにより敗北。闇のゲームにより身体は消滅したが、意識は千年パズル内の「パラサイトマインド」に移し替えたことで消滅を免れる。闇マリク消滅後は現実世界に帰還。
王の記憶編で正体が判明。バクラ曰く3000年前、闇の大神官(アクナディン)によって千年リングに植え付けられたゾーク・ネクロファデス（闇の大神官）の魂の一部。七つの千年アイテムを集めるのも自分自身の復活のためであった。またゾークの他に魂があるらしく、遊戯達が王墓に名前を探しに来た時にバクラは「どうやらそいつはこの奥にあるらしいぜ、リングに宿る盗賊の魂がそう言っている」と言っており、盗賊王が死んだら現在の自身はなく盗賊王バクラの記憶が自分には宿っているから、先の事を思い出し始めているとも酒場で発言している。さらに、王の記憶が再現された世界では、千年リングを手に入れた盗賊王バクラがアクナディンに接触し、自身の邪念をアクナディンに植えつけておく描写が存在する。ただし、王の記憶編は単なる歴史の再現ではなく王の勝利で終わったため、盗賊王の魂がリングに込められた経緯は最後まで明かされなかった。
闇遊戯と闇の大神官の魂が投影されたRPGによる「記憶戦争」を起こし、ゾークの復活を目論む。最後は名前を取り戻したアテムによって本体であるゾークが敗れ去ったことで自身も消滅し、千年リングからは邪念が消えた。
原作32巻の遊闘282で闇バクラが「記憶の世界だと…」という発言をしているが、『週刊少年ジャンプ』に掲載されていた時は「こいつもシャーディーの仲間なら早く始末しないとな…」という台詞だった。なお、シャーディーについては何か知っており、マリクとの決戦時には「5年前にはすでに…」と謎の言葉を発しており、アニメではシャーディーは自分はバクラに殺害されたと語っていたが、いずれも細かい事は描かれなかった。
遊戯とは千年アイテムを巡る宿敵の関係にあり、本作では戦いの儀を除けばラスボスである。
アニメ版第一作ではTRPG編以前の話にも登場し、DEATH-Tを見届けた後、遊戯たちに狙いを定めた。
アニメ版第二作では王国編以前の話がカットされた為、闇遊戯との初対決は王国編で描かれ、原作のモンスターワールドをアレンジしたデュエルを展開。遊戯たちの魂を彼らのお気に入りのカードに移し替え、原作同様に獏良の抵抗により敗北。自身の魂が墓地に送られてしまったが、ペガサス城で復活。海馬コーポレーションの重要書類の鍵も狙うが、本田の手で気絶させられ、千年リングは森に投げ捨てられてしまう。しかし、遊戯とペガサスのデュエル終了後、千年リングは自動で戻り、ペガサスを襲撃し、千年眼の強奪に成功した。なお、バクラが重要書類の鍵を狙った理由は描かれず、その後の話で書類を狙うことはなかった。原作のDDD編で描かれた暗躍はバトルシティ編前章で描かれ、キースを操っている者が千年アイテムの所持者（マリク）であることも察し千年リングの力で妨害した。記憶編では記憶世界への突入の前に海馬とデュエルを行い、ディアバウンドに「青眼の白龍」の「滅びのバーストストリーム」を吸収させた。そして、記憶世界の罪人バクラに現実世界のバクラが憑依する形で記憶戦争が行われた。また、アニメ版の記憶編は原作を大幅に改変しており、上記の闇の大神官が千年リングに魂の一部を込めたという設定はなく、盗賊王の記憶が宿っている設定もない。さらに、王と共に千年パズルに封じ込められたのは原作と違ってアクナディンではなく復活したゾークの設定に変更されており、バクラの正体もゾークの分身になっている事がより明確化されていて最後はゾークの本体と融合した。アクナディン視点の回想シーンでは、千年アイテム完成時点で千年リングには邪念が宿っており、石板に埋まっている時点でゾークの魂が込められている演出が描かれた。なお、王は途中からは薄々正体に気づいていたようであり、「やはり」と発言している。
劇場版『遊☆戯☆王 THE DARK SIDE OF DIMENSIONS』でも登場。獏良が千年リングの所有者になる経緯、そしてバクラ誕生の瞬間が描かれている。この時点でバクラはシャーディーを殺害しており上記の5年前に何があったのかが明かされ、幼い藍神に深い心の傷を負わせている。

## デッキ
特殊な能力を持つ死霊モンスター（種族は明言されていないが、アニメでは悪魔族やアンデッド族）を中心としたデッキ。作中で見せた戦術はウィジャ盤での特殊勝利と、墓地にモンスターを送り込み蘇生させる事でビートダウンさせるオカルトデッキ、呪いの双子人形や死殺相殺を利用してデッキ破壊を行うアンデッドロックデッキ。
| 獏良了が使用したカード一覧     | 獏良了が使用したカード一覧                  | 獏良了が使用したカード一覧                   | 獏良了が使用したカード一覧 |
| カード名                       | 使用した作品                                | 備考                                         |                            |
| モンスターカード               | モンスターカード                            | モンスターカード                             | モンスターカード           |
| ------------------------------ | ------------------------------------------- | -------------------------------------------- | -------------------------- |
| 地縛霊                         | 原作 アニメ『遊☆戯☆王デュエルモンスターズ』 |                                              |                            |
| 怨念集合体                     | アニメ『遊☆戯☆王デュエルモンスターズ』      |                                              |                            |
| 絵画に潜む者                   | 原作 アニメ『遊☆戯☆王デュエルモンスターズ』 |                                              |                            |
| 首なし騎士                     | 原作 アニメ『遊☆戯☆王デュエルモンスターズ』 | アニメでのカード名は『首なしの騎士』         |                            |
| クリッター                     | アニメ『遊☆戯☆王デュエルモンスターズ』      |                                              |                            |
| ゲルニア                       | 原作 アニメ『遊☆戯☆王デュエルモンスターズ』 |                                              |                            |
| ゴブリンゾンビ                 | 原作 アニメ『遊☆戯☆王デュエルモンスターズ』 |                                              |                            |
| 死の沈黙の天使 ドマ            | アニメ『遊☆戯☆王デュエルモンスターズ』      | デュエルでは未使用                           |                            |
| 昇霊術師 ジョウゲン            | アニメ『遊☆戯☆王デュエルモンスターズ』      |                                              |                            |
| 死霊操りしパペットマスター     | 原作 アニメ『遊☆戯☆王デュエルモンスターズ』 |                                              |                            |
| 死霊騎士デスカリバー・ナイト   | 原作 アニメ『遊☆戯☆王デュエルモンスターズ』 |                                              |                            |
| 死霊導師デスクレジット・メイジ | アニメ『遊☆戯☆王デュエルモンスターズ』      | 未OCG化                                      |                            |
| 死霊伯爵                       | 原作 アニメ『遊☆戯☆王デュエルモンスターズ』 |                                              |                            |
| ダーク・ネクロフィア           | 原作 アニメ『遊☆戯☆王デュエルモンスターズ』 |                                              |                            |
| ディアバウンド・カーネル       | アニメ『遊☆戯☆王デュエルモンスターズ』      |                                              |                            |
| でんきトカゲ                   | アニメ『遊☆戯☆王デュエルモンスターズ』      |                                              |                            |
| ネクロウォール                 | アニメ『遊☆戯☆王デュエルモンスターズ』      | 未OCG化                                      |                            |
| 兵隊人形                       | 原作 アニメ『遊☆戯☆王デュエルモンスターズ』 | 未OCG化                                      |                            |
| ネクロフェイス                 | 原作 アニメ『遊☆戯☆王デュエルモンスターズ』 |                                              |                            |
| ネクロポッド                   | アニメ『遊☆戯☆王デュエルモンスターズ』      | 未OCG化                                      |                            |
| ネクロマネキン                 | 原作 アニメ『遊☆戯☆王デュエルモンスターズ』 | 未OCG化                                      |                            |
| ハイ・プリーステス             | アニメ『遊☆戯☆王デュエルモンスターズ』      |                                              |                            |
| ハッピー・ラヴァー             | アニメ『遊☆戯☆王デュエルモンスターズ』      |                                              |                            |
| 人喰い虫                       | アニメ『遊☆戯☆王デュエルモンスターズ』      |                                              |                            |
| 白い泥棒                       | アニメ『遊☆戯☆王デュエルモンスターズ』      |                                              |                            |
| 夢魔の亡霊                     | 原作 アニメ『遊☆戯☆王デュエルモンスターズ』 |                                              |                            |
| 冥界の魔王 ハ・デス            | アニメ『遊☆戯☆王デュエルモンスターズ』      |                                              |                            |
| メタモルポット                 | アニメ『遊☆戯☆王デュエルモンスターズ』      |                                              |                            |
| 闇の仮面                       | アニメ『遊☆戯☆王デュエルモンスターズ』      |                                              |                            |
| セブンアームズ・デーモン       | アニメ『遊☆戯☆王デュエルモンスターズ』      | デュエルでは使用されていない。未OCG化        |                            |
| 融合モンスター                 |                                             |                                              |                            |
| 死霊公爵                       | アニメ『遊☆戯☆王デュエルモンスターズ』      | 『首なし騎士』と『死霊伯爵』の融合モンスター |                            |
| 魔法カード                     |                                             |                                              |                            |
| 浅すぎた墓穴                   | アニメ『遊☆戯☆王デュエルモンスターズ』      |                                              |                            |
| 暗黒の扉                       | 原作 アニメ『遊☆戯☆王デュエルモンスターズ』 |                                              |                            |
| エクスチェンジ                 | アニメ『遊☆戯☆王デュエルモンスターズ』      |                                              |                            |
| エクトプラズマー               | 原作 アニメ『遊☆戯☆王デュエルモンスターズ』 |                                              |                            |
| 強欲な壺                       | アニメ『遊☆戯☆王デュエルモンスターズ』      |                                              |                            |
| 心変わり                       | アニメ『遊☆戯☆王デュエルモンスターズ』      |                                              |                            |
| 死札相殺                       | 原作 アニメ『遊☆戯☆王デュエルモンスターズ』 | 未OCG化                                      |                            |
| 死者蘇生                       | アニメ『遊☆戯☆王デュエルモンスターズ』      |                                              |                            |
| 死のメッセージ「Ｅ」           | アニメ『遊☆戯☆王デュエルモンスターズ』      |                                              |                            |
| 死のメッセージ「Ｈ」           | アニメ『遊☆戯☆王デュエルモンスターズ』      |                                              |                            |
| 死のメッセージ「Ａ」           | アニメ『遊☆戯☆王デュエルモンスターズ』      |                                              |                            |
| 死のメッセージ「Ｔ」           | アニメ『遊☆戯☆王デュエルモンスターズ』      |                                              |                            |
| 召霊術                         | アニメ『遊☆戯☆王デュエルモンスターズ』      | 未OCG化                                      |                            |
| 死霊の残像                     | アニメ『遊☆戯☆王デュエルモンスターズ』      |                                              |                            |
| 死霊の守備封じ                 | アニメ『遊☆戯☆王デュエルモンスターズ』      | 未OCG化                                      |                            |
| 死霊の封印剣                   | アニメ『遊☆戯☆王デュエルモンスターズ』      | 未OCG化                                      |                            |
| 増殖                           | 原作                                        |                                              |                            |
| ダーク・サンクチュアリ         | アニメ『遊☆戯☆王デュエルモンスターズ』      |                                              |                            |
| デジャヴー                     | 原作 アニメ『遊☆戯☆王デュエルモンスターズ』 | 未OCG化                                      |                            |
| 嘆きの石版                     | アニメ『遊☆戯☆王デュエルモンスターズ』      | 未OCG化                                      |                            |
| 呪いの双子人形                 | 原作 アニメ『遊☆戯☆王デュエルモンスターズ』 | 未OCG化                                      |                            |
| 早すぎた埋葬                   | アニメ『遊☆戯☆王デュエルモンスターズ』      |                                              |                            |
| ポルターガイスト               | 原作                                        |                                              |                            |
| 闇の指名者                     | 原作 アニメ『遊☆戯☆王デュエルモンスターズ』 |                                              |                            |
| 融合                           | アニメ『遊☆戯☆王デュエルモンスターズ』      |                                              |                            |
| 罠カード                       |                                             |                                              |                            |
| 罠の護符                       | 原作 アニメ『遊☆戯☆王デュエルモンスターズ』 | 未OCG化                                      |                            |
| ウィジャ盤                     | 原作 アニメ『遊☆戯☆王デュエルモンスターズ』 |                                              |                            |
| 鏡壁の石版                     | アニメ『遊☆戯☆王デュエルモンスターズ』      | 未OCG化                                      |                            |
| 自業自得                       | アニメ『遊☆戯☆王デュエルモンスターズ』      |                                              |                            |
| 死なばもろとも                 | 原作 アニメ『遊☆戯☆王デュエルモンスターズ』 |                                              |                            |
| 地縛霊の誘い                   | 原作 アニメ『遊☆戯☆王デュエルモンスターズ』 |                                              |                            |
| 死霊ゾーマ                     | 原作 アニメ『遊☆戯☆王デュエルモンスターズ』 |                                              |                            |
| 死霊の盾                       | アニメ『遊☆戯☆王デュエルモンスターズ』      |                                              |                            |
| 狭き回廊                       | 原作 アニメ『遊☆戯☆王デュエルモンスターズ』 | 未OCG化                                      |                            |
| 戦慄のアースバウンド           | 原作 アニメ『遊☆戯☆王デュエルモンスターズ』 | 未OCG化                                      |                            |
| 蘇生の石版                     | アニメ『遊☆戯☆王デュエルモンスターズ』      | 未OCG化                                      |                            |
| 沈黙の邪悪霊                   | 原作 アニメ『遊☆戯☆王デュエルモンスターズ』 |                                              |                            |
| ネクリサイクル                 | アニメ『遊☆戯☆王デュエルモンスターズ』      | 未OCG化                                      |                            |

## 担当声優
- 柏倉つとむ - アニメ第一作『遊☆戯☆王』
- 沼田祐介 - ゲーム『遊☆戯☆王 モンスターカプセル ブリード&バトル』
- 井上瑤 - アニメ第二作『遊☆戯☆王デュエルモンスターズ』（12話 - 41話）
- 松本梨香 - アニメ第二作『遊☆戯☆王デュエルモンスターズ』（50話 - 224話）以降の専任声優
- テッド・ルイス - アニメ第二作『遊☆戯☆王デュエルモンスターズ』（12話 - 224話）以降の英語版専任声優